# Еґоморф
Еґоморф (Aegomorphus Dejean, 1821 = Acanthoderes Audinet-Serville, 1835) — рід жуків з родини вусачів.

## Види
- Еґоморф рогатий (Aegomorphus clavipes Schrank, 1781)
- Еґоморф скромний (Aegomorphus modesta (Gyllenhal, 1817))
- Еґоморф Моріса (Aegomorphus morrisii Uhler, 1855)
- Еґоморф півострівний (Aegomorphus peninsularis Horn, 1880)
- Еґоморф білуватий (Aegomorphus albosignus Chemsak & Noguera, 1993)
- Еґоморф аризонський (Aegomorphus arizonicus Linsley & Chemsak, 1984)
- Еґоморф хамелієвий (Aegomorphus chamelae Chemsak & Giesbert, 1986)
- Еґоморф Крупера (Aegomorphus krueperi Kraatz, 1859)
- Еґоморф плоскуватий (Aegomorphus planiusculus Holzschuh, 1998)